# Élections au Parlement valencien de 2023
Les élections au Parlement valencien de 2023 (en catalan : Eleccions a les Corts Valencianes de 2023, en espagnol : Elecciones a las Cortes Valencianas de 2023) se tiennent le dimanche 28 mai 2023, afin d'élire les 99 députés de la XIe législature du Parlement valencien pour un mandat de quatre ans.

## Mode de scrutin
Le Parlement valencien (Corts valencianes) est une assemblée parlementaire monocamérale constituée de 99 députés (diputats), élus pour une législature de quatre ans au suffrage universel direct selon les règles du scrutin proportionnel d'Hondt par l'ensemble des personnes résidant dans la communauté autonome où résidant momentanément à l'extérieur de celle-ci, si elles en font la demande.

### Convocation du scrutin
Conformément à l'article 23 du statut d'autonomie de la Communauté valencienne, le Parlement est élu pour un mandat de quatre ans. L'article 14 de loi électorale valencienne du 1er mars 1987 précise que les élections sont convoquées au moyen d'un décret du président de la Généralité valencienne, publié au Journal officiel, et que le scrutin se tient entre 54 et 60 jours à compter de la publication du décret.

### Nombre de députés par circonscription
L'article 23 du statut d'autonomie prévoit que « le Parlement valencien sera constitué d'un nombre de députés qui ne sera pas inférieur à 99 ». L'article 11 de la loi électorale attribue à chaque circonscription 20 sièges d'office, les 39 mandats restant étant distribués en fonction de la population provinciale. L'article 10 énonce effectivement que « lors des élections au Parlement valencien, chaque province formera une circonscription électorale. ».
Le décret de convocation des élections, publié le 4 avril 2023, dispose que la circonscription d'Alicante se voit attribuer 35 députés, la circonscription de Castellón 24 députés et la circonscription de Valence 40 députés.
| Circonscriptions | Députés | Carte                        |
| ---------------- | ------- | ---------------------------- |
| Valence          | 40      | Députés par circonscription. |
| Alicante         | 35      | Députés par circonscription. |
| Castellón        | 24      | Députés par circonscription. |

### Présentation des candidatures
Peuvent présenter des candidatures, : 
- les partis et fédérations de partis inscrits auprès des autorités ;
- les coalitions de partis et/ou fédérations inscrites auprès de la commission électorale au plus tard dix jours après la convocation du scrutin ;
- et les électeurs de la circonscription, s'ils représentent au moins 1 % des inscrits.

### Répartition des sièges
Seules les listes ayant recueilli au moins 5 % des suffrages valides dans l'ensemble de la communauté autonome peuvent participer à la répartition des sièges à pourvoir dans une circonscription, qui s'organise en suivant différentes étapes : 
- les listes sont classées en une colonne par ordre décroissant du nombre de suffrages obtenus ;
- les suffrages de chaque liste sont divisés par 1, 2, 3... jusqu'au nombre de députés à élire afin de former un tableau ;
- les mandats sont attribués selon l'ordre décroissant des quotients ainsi obtenus[8].

## Campagne

### Principales forces politiques
| Force politique | Force politique                                                          | Force politique | Idéologie                                                                       | Chef de file                                         | Résultats en 2019          |
| --------------- | ------------------------------------------------------------------------ | --------------- | ------------------------------------------------------------------------------- | ---------------------------------------------------- | -------------------------- |
|                 | Parti socialiste ouvrier espagnol (es) Partido Socialista Obrero Español | PSOE            | Centre gauche Social-démocratie, progressisme, valencianisme                    | Ximo Puig (Président de la Généralité)               | 24,4 % des voix 27 députés |
|                 | Parti populaire (es) Partido Popular                                     | PP              | Centre droit à droite Libéral-conservatisme, démocratie chrétienne, unionisme   | Carlos Mazón (Président de la députation d'Alicante) | 19,3 % des voix 19 députés |
|                 | Ciudadanos (fr) Citoyens                                                 | Cs              | Centre droit à droite Libéralisme, réformisme, unionisme                        | Mamen Peris (ca)                                     | 17,8 % des voix 18 députés |
|                 | Coalition Compromís (ca) Coalició Compromís                              | Compromís       | Gauche Valencianisme, écologisme, progressisme                                  | Joan Baldoví                                         | 16,8 % des voix 17 députés |
|                 | Vox                                                                      | Vox             | Droite radicale à extrême droite Néo-franquisme, centralisme, ultranationalisme | Carlos Flores                                        | 10,7 % des voix 10 députés |
|                 | Unides Podem (fr) Unies, nous pouvons                                    | Unides          | Gauche à extrême gauche Progressisme, socialisme démocratique, antimondialisme  | Héctor Illueca (Conseiller au Logement)              | 8,2 % des voix 8 députés   |

## Résultats

### Participation
| Taux de participation | En 2019 | En 2023 | +/-  |
| --------------------- | ------- | ------- | ---- |
| à 14 heures           | 44,24 % | 43,69 % | 0,55 |
| à 18 heures           | 59,52 % | 58,27 % | 1,25 |
| à 20 heures           | 73,72 % | 66,96 % | 6,76 |

### Voix et sièges

#### Total régional
| Composition du Parlement valencien de gauche à droite. |                                               |           |        |       |        |               |
| Partis                                                 | Partis                                        | Voix      | %      | +/−   | Sièges | +/−           |
|                                                        | Parti populaire (PP)                          | 881 893   | 35,75  | 16,91 | 40     | 21            |
|                                                        | Parti socialiste ouvrier espagnol (PSOE)      | 708 142   | 28,70  | 4,84  | 31     | 4             |
|                                                        | Compromís                                     | 357 142   | 14,51  | 1,93  | 15     | 2             |
|                                                        | Vox                                           | 310 184   | 12,57  | 2,14  | 13     | 3             |
|                                                        | Unides Podem - Esquerra Unida (Unides)        | 88 152    | 3,57   | 4,41  | 0      | 8             |
|                                                        | Ciudadanos (Cs)                               | 37 095    | 1,50   | 15,94 | 0      | 18            |
|                                                        | Parti animaliste avec l'environnement (PACMA) | 20 836    | 0,84   | 0,58  | 0      | en stagnation |
|                                                        | Autres                                        | 31 660    | 1,28   | –     | 0      | en stagnation |
|                                                        | Blanc                                         | 31 035    | 1,26   | 0,5   |        |               |
|                                                        |                                               |           |        |       |        |               |
| Votes valides                                          | Votes valides                                 | 2 466 986 | 98,75  |       |        |               |
| Votes nuls                                             | Votes nuls                                    | 31 104    | 1,25   |       |        |               |
| Total                                                  | Total                                         | 2 498 090 | 100,00 | –     | 99     | en stagnation |
| Abstentions                                            | Abstentions                                   | 1 232 569 | 33,04  |       |        |               |
| Inscrits / Participation                               | Inscrits / Participation                      | 3 730 659 | 66,96  |       |        |               |

#### Par circonscription
|             |             |           |           |        |               |         |         |        |               |           |           |        |               |  |  |  |  |
| Sièges      | Sièges      | 35        | 35        | 35     | en stagnation | 24      | 24      | 24     | en stagnation | 40        | 40        | 40     | en stagnation |  |  |  |  |
|             |             |           |           |        |               |         |         |        |               |           |           |        |               |  |  |  |  |
|             |             | Nombre    | Nombre    | %      | %             | Nombre  | Nombre  | %      | %             | Nombre    | Nombre    | %      | %             |  |  |  |  |
| Inscrits    | Inscrits    | 1 304 381 | 1 304 381 | 100,00 | 100,00        | 430 308 | 430 308 | 100,00 | 100,00        | 1 995 970 | 1 995 970 | 100,00 | 100,00        |  |  |  |  |
| Abstentions | Abstentions | 478 918   | 478 918   | 36,72  | 36,72         | 136 940 | 136 940 | 31,82  | 31,82         | 616 711   | 616 711   | 30,90  | 30,90         |  |  |  |  |
| Votants     | Votants     | 825 463   | 825 463   | 63,28  | 63,28         | 293 368 | 293 368 | 68,18  | 68,18         | 1 379 259 | 1 379 259 | 69,10  | 69,10         |  |  |  |  |
| Nuls        | Nuls        | 10 887    | 10 887    | 1,32   | 1,32          | 4 301   | 4 301   | 1,47   | 1,47          | 15 916    | 15 916    | 1,15   | 1,15          |  |  |  |  |
| Exprimés    | Exprimés    | 814 576   | 814 576   | 98,68  | 98,68         | 289 067 | 289 067 | 98,53  | 98,53         | 1 363 343 | 1 363 343 | 98,85  | 98,85         |  |  |  |  |
|             |             |           |           |        |               |         |         |        |               |           |           |        |               |  |  |  |  |
| Partis      | Partis      | Voix      | %         | Sièges | +/−           | Voix    | %       | Sièges | +/−           | Voix      | %         | Sièges | +/−           |  |  |  |  |
|             | PP          | 319 981   | 39,28     | 15     | 8             | 104 023 | 35,99   | 10     | 5             | 457 889   | 33,59     | 15     | 8             |  |  |  |  |
|             | PSOE        | 240 447   | 29,52     | 11     | 1             | 87 364  | 30,22   | 8      | 1             | 380 331   | 27,90     | 12     | 2             |  |  |  |  |
|             | Compromís   | 82 878    | 10,17     | 4      | en stagnation | 37 825  | 13,09   | 3      | 1             | 237 286   | 17,40     | 8      | 1             |  |  |  |  |
|             | Vox         | 100 331   | 12,32     | 5      | 1             | 37 775  | 13,07   | 3      | 1             | 172 078   | 12,62     | 5      | 1             |  |  |  |  |
|             | Unides      | 28 540    | 3,50      | 0      | 3             | 9 328   | 3,23    | 0      | 2             | 50 284    | 3,69      | 0      | 3             |  |  |  |  |
|             | Cs          | 12 531    | 1,54      | 0      | 7             | 4 005   | 1,39    | 0      | 4             | 20 559    | 1,51      | 0      | 7             |  |  |  |  |
|             | PACMA       | 7 757     | 0,95      | 0      | en stagnation | NC      | NC      | NC     | NC            | 13 079    | 0,96      | 0      | en stagnation |  |  |  |  |
|             | Autres      | 11 725    | 1,44      |        |               | 4 496   | 1,56    |        |               | 15 439    | 1,13      |        |               |  |  |  |  |
|             | Blanc       | 10 386    | 1,28      | 4 251  | 1,47          | 16 398  | 1,20    |        |               |           |           |        |               |  |  |  |  |